# Passiflora rusbyi
Passiflora rusbyi är en passionsblomsväxtart som beskrevs av Henry Hurd Rusby. Passiflora rusbyi ingår i släktet passionsblommor, och familjen passionsblomsväxter. Inga underarter finns listade i Catalogue of Life.